# Sindang Sono
Sindang Sono is een bestuurslaag in het regentschap Tangerang van de provincie Banten, Indonesië. Sindang Sono telt 10.586 inwoners (volkstelling 2010).